# Pimenta
Pimenta (lat. Pimenta), rod tropskog zimzelenog korisnog drveća iz porodice Mirtovki. Pripada mu desetak vrsta rasprostranjenih po Srednjoj i Južnoj Americi.
Poznatije vrste su pimen drvo ili ljuti karamfil (P. dioica) i obalno rum drvo (P. racemosa).

## Vrste
1. Pimenta adenoclada (Urb.) Alain
2. Pimenta berciliae T.N.C.Vasconc. & Peguero
3. Pimenta cainitoides (Urb.) Burret
4. Pimenta dioica (L.) Merr.
5. Pimenta ferruginea (Griseb.) Burret
6. Pimenta filipes (Urb.) Burret
7. Pimenta guatemalensis (Lundell) Lundell
8. Pimenta haitiensis (Urb.) Landrum
9. Pimenta intermedia (Bisse) Urquiola
10. Pimenta jamaicensis (Britton & Harris) Proctor
11. Pimenta obscura Proctor
12. Pimenta odiolens (Urb.) Burret
13. Pimenta oligantha (Urb.) Burret
14. Pimenta podocarpoides (Areces) Landrum
15. Pimenta pseudocaryophyllus (Gomes) Landrum
16. Pimenta racemosa (Mill.) J.W.Moore
17. Pimenta richardii Proctor
18. Pimenta samanensis (Alain) Peguero
19. Pimenta yumana (Alain) T.N.C.Vasconc.